# Миколаївська кінно-спортивна школа
Миколаївська кінно-спортивна школа — школа у Варварівці (Миколаїв), в якій проходить навчання верхової їзди в рамках діяльності філії Південного племконецентру ДП «Конярство України». Школа заснована у 1961 році Зозулею Олександром Львовичем.

## Історія
У 1961 році полковник кавалерійської служби Зозуля Олександр Львович заклав початок найсильнішої в колишньому СРСР та Україні школи конкуру та триборства. Трохи пізніше до школи прийшла Ніна Громова[джерело?], яка завдавала найвищі стандарти у виїздці. З 1988 — Миколаївська дитячо-юнацька кінноспортивна школа олімпійського резерву, в якій постійно займалися близько 120 осіб. До 1990 у школі було понад 100 коней. У 1992 році до складу підприємства увійшов кінний завод «Олімпійський», розташований у селі Новогригорівка. Філія «Південний Племконецентр» за 56 років існування підготувала сотні майстрів спорту.

## Засновник
Полковник кавалерійської служби Зозуля Олександр Львович.

## Випускники школи
Підприємство підготувало за 50 років існування сотні майстрів спорту, трьох майстрів спорту міжнародного класу, олімпійського чемпіона.
Погановський Віктор Олександрович — Олімпійський чемпіон;
Сорока Володимир Олександрович — двічі срібний призер чемпіонату Світу;
Мартиненко Геннадій Анатолійович — переможець етапів чемпіонату Світу;
Євдіна Ольга Вікторівна — МСМК, багаторазовий призер міжнародних змагань;
Шевченко Олена Вікторівна — майстер спорту, переможець Чемпіонату України;
Яшкова Оксана — кандидат у майстри спорту, призер змагань рівня Великого призу;
Телешова Анастасія — кандидат у майстри спорту, призер Юніорських та Юнацьких призів.
Шелім Микола — призер та переможець Кубку та Чемпіонату України;
Жолобенко Ігор — майстер спорту, неодноразовий переможець змагань рівня 130—150 як в Україні, так і за її кордонами;
Резніченко Марія — кандидат у майстри спорту, переможець змагань рівня 120 та вище.